# Topli Dol
Topli Dol (en serbe cyrillique : Топли Дол ; en bulgare : Топли дол) est un village de Serbie situé dans la municipalité de Surdulica, district de Pčinja. Au recensement de 2011, il comptait 57 habitants.

## Démographie

### Évolution historique de la population
| 1948 | 1953 | 1961 | 1971 | 1981 | 1991 | 2002 | 2011 |
| ---- | ---- | ---- | ---- | ---- | ---- | ---- | ---- |
| 856  | 927  | 725  | 631  | 386  | 190  | 122  | 57   |

|  |